# Cithaeron delimbatus
Cithaeron delimbatus is een spinnensoort uit de familie Cithaeronidae. De soort komt voor in Oost-Afrika.